# USJF Ravinala
Union Sportive des Jeunes Foot-balleurs Ravinala w skrócie USJF Ravinala – madagaskarski klub piłkarski z siedzibą w Antananarywie, występujący niegdyś w pierwszej lidze madagaskarskiej.

## Sukcesy
- I liga[1]:
  - mistrzostwo (1):  2004.

- Puchar Madagaskaru[2]:
  - zwycięstwo (1):  2004.

## Występy w afrykańskich pucharach
| Sezon | Rozgrywki           | Runda   | Kraj              | Klub                       | Dom | Wyjazd | Dwumecz      |
| ----- | ------------------- | ------- | ----------------- | -------------------------- | --- | ------ | ------------ |
| 2005  | Puchar Mistrzów     | wstępna | Seszele           | La Passe FC                | 4–1 | 2–2    | 6–3          |
| 2005  | Puchar Mistrzów     | 1       | Południowa Afryka | Kaizer Chiefs FC           | 0–1 | 1–4    | 1–5          |
| 2005  | Puchar Konfederacji | wstępna |                   | JKU SC                     | 2–1 | 0–0    | 2–1          |
| 2005  | Puchar Konfederacji | 1       | Mozambik          | Clube Ferroviário da Beira | 0–0 | 0–0    | 0–0 (k. 4–3) |
| 2005  | Puchar Konfederacji | 2       | Tanzania          | Moro United FC             | 1–2 | 1–3    | 2–5          |

## Stadion
Domowe mecze klub rozgrywa na stadionie o nazwie Stade Vélodrome w Antananarywie, który może pomieścić 5000 widzów.